# 長野いすゞ自動車
長野いすゞ自動車株式会社（ながのいすずじどうしゃ、略称：長野いすゞ）は、かつて存在した自動車販売会社。長野運輸支局管轄区域を販売エリアとし、長野県長野市に本社を置いていた。いすゞ自動車販売の100%子会社であった。

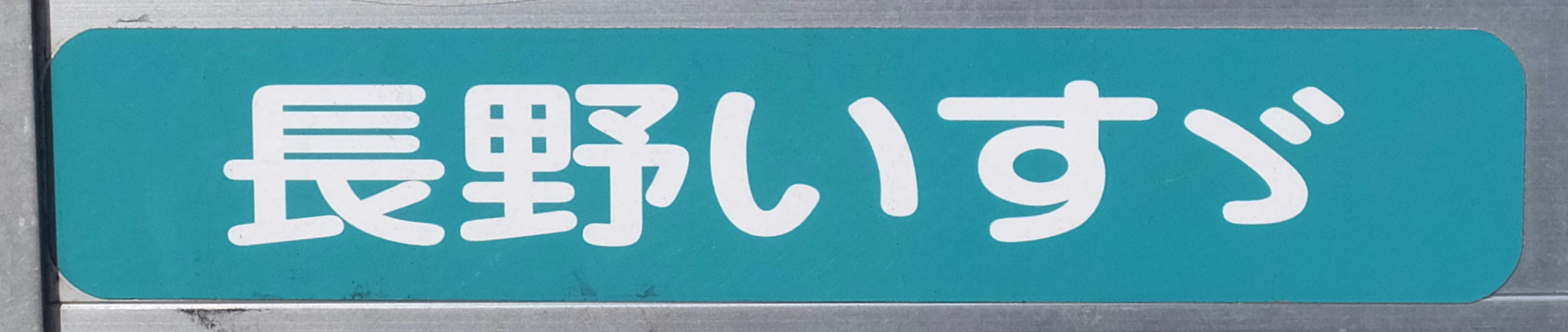
長野いすゞで販売された車両に貼付されるステッカー

## 沿革
- 1927年（昭和2年）3月 - 前身の小妻清合名会社を創立。
- 1947年（昭和22年）2月19日 - 長野いすゞ自動車販売会社を設立。
- 1956年（昭和31年）5月 - 長野いすゞ自動車株式会社へ商号変更。
- 1972年（昭和47年）6月 - 系列会社として、長野自動車産業株式会社を設立。
- 1985年（昭和60年）6月 - タイヤ部門を分離独立し、長野ジー・ワイ株式会社を設立。
- 1993年（平成5年）6月 - 本社社屋を山王ビルに新築移転。
- 2003年（平成15年）- ISO 9001：2003を取得。
- 2004年（平成16年）2月 - 本社組織を長野支店2階へ移動。
- 2006年（平成18年）3月 - いすゞモーター長野株式会社を吸収合併。
- 2007年（平成19年）7月 - 松本営業所を松本支店に、飯田営業所を飯田支店にそれぞれ統合。
- 2009年（平成21年）
  - 4月 - 松本南営業所を松本支店に統合。
  - 8月 - 本社を長野市稲里町中氷鉋385に移転。
- 2010年（平成22年）3月 - 長野営業所を長野支店に統合。
- 2014年（平成26年）
  - 5月 - 小妻清ホールディングスが、いすゞ自動車販売の連結子会社であるいすゞ自動車販売長野へ事業譲渡。
  - 10月 - 商号を（新）長野いすゞ自動車株式会社に変更。
- 2015年（平成27年）11月 - 長野支店が国交省の表彰事業である平成27年度「環境に優しい自動車整備優良事業場」の長野運輸支局長表彰を受賞。
- 2016年（平成28年）6月 - 木曽営業所を閉鎖。
- 2017年（平成29年）4月 - いすゞ自動車東海北陸と合併し、いすゞ自動車中部株式会社となった[1]。

## 事業所所在地
- 本社 - 長野市稲里町中氷鉋385
- 長野支店 - 長野市大橋南二丁目3番地
- 松本支店 - 松本市鎌田二丁目8番6号
- 佐久支店 - 佐久市大字根々井15-20
- 飯田支店 - 飯田市上郷飯沼1419-2
- 上田支店 - 上田市岩下165
- 諏訪支店 - 諏訪市大字中洲神宮寺567-8
- 伊那支店 - 伊那市西春近下小出前5516